# معركة الدرة
معركة الدرة كانت اشتباك بحري في ليلة 18 يناير و19 يناير 1991 خلال حرب الخليج الثانية. في المعركة استولت قوات التحالف على حقل نفطي عراقي على بعد أربعين ميلا من الشاطئ الكويتي. تم أسر 29 شخص. كما كانت أول مشاركة سطحية بعد تدخل التحالف في الحرب.

## الخلفية
في وقت مبكر من صباح 18 يناير بدأت طائرات التحالف حملة كبيرة ضد القوات العراقية استعدادا للغزو البري للكويت والعراق. كانت العديد من هذه الطائرات والطلعات الجوية تأتي من حاملات الطائرات وسفن هجوم برمائية تقع في الخليج العربي. بينما كانت الطائرات النفاثة تحلق فوق حقل النفط أفادوا بأنه تم إطلاق صواريخ أرض-جو عليهم. اشتبهت الولايات المتحدة في وجود حامية كبيرة من القوات العراقية التي كانت تستخدم كبؤرة استيطانية للإبلاغ عن تحركات طائرات التحالف إلى العراق.

## الاشتباك الجوي
في وقت لاحق من تلك الليلة هاجمت مروحيات أو إتش-58 كيوا وإس إتش-60 سي هوك الأمريكية منصتين خارج نطاق سفن التحالف بصواريخ جوية-سطحية. في وقت ما حاول ستة جنود عراقيين الهروب في قارب زودياك إلا أن سفينة الاستيلاء السريعة الكويتية الاستقلال قبضت عليهم. أصبح هؤلاء الأسرى الستة أول أسرى في الحرب. غادرت المروحيات بعد إطلاق النار من المنصات مما أدى إلى اشتعال النيران في المنصات.

## الاشتباك البحري وهبوط نافي سيلز
في الوقت نفسه انتقلت السفينة يو إس إس نيكولاس تحت غطاء الظلام وتحت صمت الراديو إلى أقرب نقطة من المنصات التسع الأخرى. كانت صواريخ دودة القز العراقية المضادة للسفن تقع ضمن نطاق السفينة. لمدة ساعة قصفت يو إس إس نيكولاس المنصات بمدفعها 76 ملم.
بعد القصف أنزلت قوات التحالف فريق نافي سيلز على المنصات حيث قاتلوا العراقيين حتى استسلموا وتم القبض على 23 جنديا عراقيا إضافيا. لم تكن هناك إصابات ضمن قوات التحالف.

## فيما بعد
بعد ذلك أخذت قوات التحالف موقع صواريخ أرض-جو العراقي الهام. تمكنت الطائرات البحرية من السفر إلى العراق عبر الممر الذي فتحته هذه الفجوة الكبيرة في الدفاعات الجوية العراقية. بتدمير هذا الموقع الحيوي فإن العراقيين لم يعد بإمكانهم تتبع تحركات سفن التحالف ووجهوا ضربة قاسية إلى المخابرات العراقية.